# Henri-Valéry Vander Poorten
Henry-Valéry Vander Poorten (Laken, 1897 – 1977) was een Belgische illustrator. Hij signeerde onder de namen Valéry, Atelier Henval en Studio Henval.
Vander Poorten was voornamelijk bekend door de ruim 55 stuks bladmuziekomslagen die hij als medewerker van de muziekuitgeverijen Schott Freres, J. Buyst, International Music Company, A. Crantz, R. Roelandts, Ch. Bens en Editions Vergucht  (alle in Brussel) in de periode 1927 tot 1941 ontwierp.
Hij volgde vanaf 1913 studies aan de Academie van Brussel. Zijn vader Valéry Vander Poorten (1875-1932) was ook een bekend kunstenaar.